# Jan Hinais
Jan Hinais (* 30. dubna 1943) je český malíř.

## Život
V současnosti žije v Praze. Jeho díla patří do období kubismu. Toto avantgardní umělecké hnutí je pro něho způsob jak vyjádřit celistvost a hloubku vnímání zjednodušeným způsobem. Je to jedinečné zobrazení, kde se hranaté tvary překrývají a často jsou změkčovány oblými křivkami. V jeho malbách jsou použity abstraktní i realistické formy s převahou realistického cítění.